# Сръбски динар
Вижте пояснителната страница за други значения на динар.
Динарът е официалната валута на Сърбия. Дели се на 100 пари.
Върху настоящите банкноти са показани портрети на хора, свързани с историята на Сърбия и Народната банка на Сърбия, а върху монетите са показани сръбски манастири.

## История
Макар че има писмени сведения за местни сребърни хиперпери (yperperi Sclavonie) от времето на Стефан Първовенчани, не са запазени образци от тях. Редовното и по-масово сечене на монети започва по времето на Стефан Урош I, когато е възприета венецианската монетна система. Най-разпространената монета следва образеца на венецианските денарии и дава името на съвременните динари.

## Банкноти, използвани днес
- 10 динара – портрет на Вук Стефанович Караджич
- 20 динара – портрет на Петър II Петрович Негош, статуя от мавзолея на планината Ловчен
- 50 динара – портрет на композитора Стеван Стоянович Мокранец, фигурата на Стеван Мокранец
- 100 динара – портрет на Никола Тесла, детайл от електро-магнетично индукционно устройство на Тесла
- 200 динара – портрет на Надежда Петрович, силует на манастира Грачаница
- 500 динара – портрет на Йован Цвиич, стилизирани етно мотиви
- 1000 динара – портрет на Джордже Вайферт, бирарията на Вайферт, холограмно изображение на Св. Георги и ламята, детайли от интериора на централната сграда на Народната банка на Сърбия
- 2000 динара – портрет на Милутин Миланкович, фигурата на Милутин Миланкович
- 5000 динара – портрет на Слободан Йованович и орнаментален детайл от сградата на Сръбската академия на науките и изкуствата, силует на Скупщината

| Лице | Гръб | Стойност    | Портрет на:               |
| ---- | ---- | ----------- | ------------------------- |
|      |      | 10 динара   | Вук Стефанович Караджич   |
|      |      | 20 динара   | Петър II Петрович Негош   |
|      |      | 50 динара   | Стеван Стоянович Мокранец |
|      |      | 100 динара  | Никола Тесла              |
|      |      | 200 динара  | Надежда Петрович          |
|      |      | 500 динара  | Йован Цвиич               |
|      |      | 1000 динара | Джордже Вайферт           |
|      |      | 2000 динара | Милутин Миланкович        |
|      |      | 5000 динара | Слободан Йованович        |